# Articella
Articella é uma coleção de tratados médicos agrupados num só volume, que era utilizado como apostila e manual de referência entre os séculos XIII e XVI. Na Idade Média, diversas versões desta antologia circularam na forma de manuscrito entre os estudantes de medicina. Desde 1476, quando foi publicada em Pádua, até 1534, edições impresssas da Articella também foram publicadas em diversas cidades européias.
A coleção cresceu em torno duma exposição sintética da medicina grega clássica, escrita em Bagdá pelo médico e poliglota Hunayn bin Ishaq, mais conhecido no Ocidente como Ioannitius (ou Iohannitius). Sua síntese era, por sua vez, baseada na obra Ars Medica ("Arte médica" em latim, Technē iatrikē, em grego antigo), de Galeno, e por este motivo teria se tornado conhecida na Europa como Isagoge Ioannitii ad Tegni Galieni ("Introdução de Hunayn à Arte de Galeno").
Na metade do século XIII, a emergência da educação médica formal em diversas universidades européias estimulou a demanda por manuais mais abrangentes. Os professores da influente Schola Medica Salernitana popularizaram a prática de se unir outros tratados às cópias manuscritas do Isagoge. Entre as obras que eram anexadas costumeiramente estavam o Prognostikón e os Aforismos, de Hipócrates, o De Urinis de Teófilo, o De Pulsibus de Filatero e o Cânon de Avicena.
As Articellas influenciaram e dinamizaram o ensino médico por toda a Europa.